# Paléomicrobiologie
La paléomicrobiologie appartient à la fois à la microbiologie, à la paléopathologie, et à l'archéologie. Elle réalise le diagnostic microbiologique des maladies infectieuses anciennes pour mettre en évidence des microorganismes pathogènes dans des échantillons humains ou environnementaux anciens. Encore marginale à la fin des années 1990, la discipline connait, depuis cette date, un développement révolutionnaire avec l'introduction des techniques de génétique moléculaire.

## Avant l'ère génétique

### Lésions anatomiques osseuses
L'examen du matériel osseux peut évoquer des complications osseuses de maladies infectieuses. En particulier la tuberculose, la lèpre, les tréponématoses (dont la plus connue est la syphilis), les ostéomyélites et d'autres infections osseuses. Toutefois l'examen de l'os sec (squelette seul) ne donne qu'un diagnostic probable, sujet à de nombreuses causes d'erreurs. Ainsi, la pseudopathologie est une sous-discipline qui étudie le devenir post-mortem des os (influences environnementales physico-chimiques et biologiques), en bref qui recense tout ce qui peut faire ressembler à une maladie, mais qui n'en est pas.

### L'examen des tissus mous
L'examen des tissus mous est possible dans le cas de momies ou de cadavres momifiés par le froid (glacier, permafrost...) ou la dessication (désert). Le diagnostic peut être appuyé par l'examen des organes, la microscopie optique et électronique, la radiologie et autres moyens d'imagerie, la sérologie, etc. L'organe le plus susceptible d'être touché par une maladie infectieuse est les poumons. Le premier diagnostic de pneumonie chez une momie égyptienne a été publié en 1910. Depuis des auteurs publient des séries de plusieurs dizaines de cas semblables.
Le diagnostic de variole chez des momies égyptiennes, dont celle du pharaon Ramsès V, a été très discuté durant tout le XXe siècle (depuis 1912). Les tentatives d'identifier le virus par microscope électronique ou radio-immunologie n'ont pas été jugées convaincantes. En revanche, il n'en est pas de même pour la démonstration, faite en 1986, de variole chez un enfant momifié en Italie au XVIe siècle.
Le diagnostic de paludisme est parfois possible par approche immunologique (immunofluorescence, ELISA...) de tissu splénique (provenant de la rate). Enfin, il est possible d'identifier de nombreuses maladies parasitaires par les formes calcifiées du parasite (notamment les œufs) que l'on peut retrouver dans les tissus ou les coprolithes (selles minéralisées ou desséchées) que l'on cherche dans les sédiments des latrines historiques.
Au total, au début des années 1990, le bilan de ce champ de recherches était plutôt maigre : 2 ou 3 douzaines de maladies infectieuses plus ou moins plausibles.

## La révolution génétique
Elle provient essentiellement de la mise au point de la technique d'amplification de l'ADN par PCR (Polymerase Chain Reaction). C'est la possibilité de détecter une seule molécule d'ADN de départ en l'amplifiant en plusieurs centaines de milliers de copies.
La deuxième grande technique est le séquençage ADN qui permet de déterminer les séquences de gènes, obtenant ainsi le code génétique d'un organisme. À partir des séquences génétiques de plusieurs organismes différents, il est possible de construire des arbres phylogénétiques, représentant les liens évolutifs de ces organismes, à la façon d'un arbre généalogique, dont on peut dater approximativement les séparations de branches par des études d'horloge moléculaire.
De telles études s'appuient sur la bio-informatique. Toutes ces techniques se développent, se diversifient, et se renouvellent sans cesse : « NGS (Next Generating Sequencing) », « suicide PCR », etc. En théorie, il devient possible de faire le diagnostic paléomicrobiologique de tous les micro-organismes.
En pratique, les difficultés sont nombreuses, exposant à des causes d'erreur. Les ADN anciens sont le plus souvent dégradés, très fragmentés et chimiquement modifiés, sans compter les problèmes de contamination d'un échantillon par ADN moderne. Des méthodes alternatives ou complémentaires ont été mises au point : détection d'acide mycolique plus résistant que l'ADN (pour les mycobactéries anciennes), analyse des protéines par spectrométrie de masse, multiples techniques immunologiques (dont les techniques immuno-enzymatiques et immuno-PCR).
Il n'existe pas encore de critères universels de validité ou d'authenticité ("normes de qualité" de la recherche) reconnus par tous, d'où l'existence de controverses sur la véritable valeur des travaux publiés,

## Matériels d'études
Depuis la fin des années 1990, la pulpe dentaire, et plus récemment le tartre dentaire, sont apparus comme de nouvelles sources de microorganismes anciens.

### Pulpe dentaire
En 1992, une étude de médecine légale inaugure la technique de recherche ADN à partir de la pulpe dentaire. Il s'agissait d'un travail de recherche visant à identifier les restes humains très dégradés (victimes de catastrophes aériennes), la dent étant l'organe le plus dur du corps humain. À partir de la pulpe dentaire d'une seule dent, on peut obtenir 6 à 50 microgrammes d'ADN. Dans la plupart des cas, l'ADN de haut poids moléculaire peut être présent, mais la majeure partie est constitué d'ADN dégradé.
Du point de vue historique, si la cavité pulpaire reste fermée et intacte, la pulpe dentaire peut persister plusieurs milliers d'années. La radiographie des mâchoires permet de détecter et localiser les meilleures dents à prélever. On part du principe que les bactéries présentes dans le sang peuvent coloniser la pulpe, et qu'elles s'y retrouvent piégées au moment du décès. Plusieurs micro-organismes ont pu être ainsi identifiés : Bartonella quintana (Fièvre des tranchées), Mycobacterium lepræ (Lèpre), Mycobacterium tuberculosis (Tuberculose), Rickettsia prowazekii (Typhus), Salmonella enterica (Typhoïde), Yersinia pestis (Peste)...

### Tartre dentaire
Dans les années 1980-1990, le tartre dentaire était déjà utilisé comme source de débris alimentaires fossilisé, permettant d'avoir une idée du régime alimentaire de l'individu. Depuis, le tartre est aussi devenu une source de qualité pour la recherche de bactéries et de biomolécules. Au cours de la formation du tartre, le biofilm des bactéries se minéralise, 200 millions de cellules bactériennes peuvent être piégées dans 1 mg de tartre. On peut donc retrouver en couches chronologiques des bactéries calcifiées, des microfossiles alimentaires, de l'ADN mitochondrial, et de nombreuses biomolécules.
La première étude biomoléculaire du tartre ancien a été faite en 1996, elle a pu identifier Streptococcus mutans (agent de la carie dentaire) par immunohistochimie. Depuis 2011, d'autres agents de la cavité buccale ont pu être identifiés et confirmés par microscopie électronique et PCR. Une perspective s'ouvre pour l'étude des flores (microbiome) buccales anciennes, ainsi que des réponses immunes de l'hôte à ses pathogènes.

## Quelques données actuelles
Les données actuelles ne sont pas toutes définitivement acquises ou universellement reconnues. Il faut plutôt les considérer comme des problématiques en cours de discussion.

### Tuberculose
Avant les années 1990, l'hypothèse dominante faisait remonter l'origine de Mycobacterium tuberculosis au néolithique avec la domestication des bovins, M. tuberculosis se serait séparé d'une souche africaine de M. bovis. Cette hypothèse est abandonnée depuis le séquençage complet de M. tuberculosis (1998) et des autres mycobactéries.
Les études paléogénétiques indiquent que M. tuberculosis et bovis ont évolué à partir d'un ancêtre commun présent chez les mammifères et qui aurait infecté les hominidés d'Afrique de l'est, il y a trois millions d'années. Cet ancêtre commun aurait co-évolué avec ses hôtes pour aboutir aux mycobactéries humaines et animales actuelles. M. tuberculosis appartient à la souche la plus ancienne, la plus proche du progéniteur ancestral. Puis, surtout par délétions (pertes d'ADN), se succèdent les séparations de M. africanum, M. microti, et enfin de M. bovis, la plus récente.
Les souches modernes pathogènes M. tuberculosis seraient issus d'un clone apparu il y a 15 000 à 20 000 ans.
Les lésions osseuses tuberculeuses typiques (mal de Pott) du néolithique sont décrites depuis le début du XXe siècle. Chez des momies égyptiennes et péruviennes, ce diagnostic est renforcé par une autre présence caractéristique : abcès du psoas, qui accompagne souvent la tuberculose vertébrale. Enfin le diagnostic a pu être confirmé par ADN et acide mycolique chez des momies pré-colombiennes, israélienne (désert du Neguev, Ier siècle ap. J.-C.), squelettes médiévaux (Angleterre, Hongrie). Il est plus facile de retrouver l'ADN mycobactérien que l'ADN humain dans un même spécimen. L'ADN mycobactérien est riche en guanine et cytosine, ce qui renforce sa stabilité, les mycobactéries ont une paroi cellulaire riche en lipides protégeant mieux l'ADN.
De nombreuses études confirment la présence de M. tuberculosis en Amérique pré-colombienne. En 2001, une étude, sur un métacarpe de bison de 17 000 ans, montre la présence d'une mycobactérie plus proche de M. africanum et tuberculosis que de M. bovis. Les doutes sur la présence de M. tuberculosis s'appuyaient sur la grande virulence de la tuberculose des européens sur les amérindiens, suggérant une population naïve (non immunisée). On suggère maintenant que, du fait d'une plus grande et plus ancienne urbanisation, la tuberculose européenne était plus virulente que l'américaine, et les européens plus résistants que les amérindiens.
On admet aujourd'hui que la tuberculose était bien présente en Amérique du Nord et du Sud avant l'arrivée des Européens, on la retrouve essentiellement chez les populations agricoles de plus grande densité humaine. Toutefois, on explique difficilement pourquoi on n'a pas encore retrouvé de preuves concrètes de M. tuberculosis en Amérique centrale (culture Maya). On suggère des particularités génétiques mycobactériennes, ou tenant à la relation hôte-bactérie, amenant une plus grande rareté des complications osseuses, susceptibles d'être retrouvées.

### Lèpre
Mycobacterium lepræ est strictement humain et non cultivable (croissance extrêmement lente). Ces caractères seraient liés à son génome, dont la moitié est faite de pseudogènes (gènes non fonctionnels ou régions non codantes). Ce génome est particulièrement stable, on distingue 4 types et 16 sous-types, qui peuvent servir de marqueurs pour suivre les migrations humaines (analyses de phylogéographie).
Les données de paléogénétique indiquent que M. lepræ aurait divergé d'un ancêtre commun aux mycobactéries, il y a 66 millions d'années, pour co-évoluer avec ses hôtes (évolution par réduction du génome). Il se serait adapté à des hominidés (quelques millions d'années) ou au genre homo (quelques centaines de milliers d'années). Un M. leprae ancestral, originaire d'Afrique de l'Est, aurait ainsi accompagné les hommes dans leurs migrations d'Afrique de l'est vers l'Eurasie, entre 100 000 et 60 000 ans. La lèpre serait alors la plus vieille infection spécifiquement humaine. Le type 2 actuel en serait le plus proche, d'où auraient divergé les types 1 (asiatique) et 3 (européen).
Il apparait que la lèpre s'est introduite en Asie par deux routes différentes, la première par le sud : Indes, Indonésie et Philippines, l'autre par le nord : Turquie, Iran, Chine, Corée et Japon). À partir du Proche-Orient, la lèpre s'introduit en Europe, et de là en Afrique de l'ouest (type 4). L'Amérique est atteinte (type 3 et 4) avec l'arrivée des Européens, et le commerce des esclaves (Caraïbes et Brésil).
Les données de paléopathologie les plus anciennes sont datées de 4000 ans (Inde, mais sur lésions osseuses uniquement). On retrouve des lésions caractéristiques de lèpre sur des squelettes en Égypte ptolémaïque, en Angleterre (époque romaine). En Europe médiévale, on les trouve surtout dans les cimetières des léproseries, notamment en Angleterre, au Danemark, en Croatie et en Hongrie. Depuis 2006, le diagnostic osseux peut être confirmé par PCR.
Le diagnostic osseux de lèpre est quasi-certain en cas de forme lépromateuse de la lèpre, s'il existe un syndrome rhinomaxillaire : atrophie et perte de l'épine nasale, atrophie et perte des alvéoles des incisives supérieures, érosions ou perforation du palais. On retrouve alors l'ADN mycobactérien ou l'acide mycolique dans les marges osseuses de l'ouverture nasale. En revanche, la seule atrophie ou la disparition des dernières phalanges des mains ou des pieds n'est qu'un diagnostic possible.
Au total, les données actuelles permettent d'éliminer ou de rectifier plusieurs hypothèses de la fin du XXe siècle. M. lepræ n'est pas récent (en milliers d'années), mais bien ancien (en millions d'années). La lèpre n'est pas d'origine Indienne, mais Africaine de l'Est et du Proche-Orient. La lèpre aux Amériques a bien été apportée par les Européens. Toutefois, le vieux problème du pourquoi de la disparition de la lèpre en Europe n'est pas encore éclairci. Enfin, un nouveau problème est apparu : comment accorder la paléogénétique de M. lepræ avec la paléontologie humaine?

### Syphilis
Dans les années 2010, l'espoir d'éclaircir les origines de la syphilis par les techniques biomoléculaires a été déçu. Le problème a été plus déplacé que résolu : les différentes théories en discussion au XXe siècle sont toujours en lice.
La syphilis est due à un tréponème (bactérie du genre Treponema) et le problème de la syphilis est d'abord celui de l'unité des maladies à tréponèmes (tréponématoses). On en connait 4, la syphilis et 3 maladies cutanées en zone tropicale. Les 4 agents paraissent identiques, c'est-à-dire qu'on ne peut guère les distinguer sur le plan morphologique, antigénique, ou métabolique (ces bactéries ne sont pas cultivables).
Pourtant, ils donnent bien lieu à 4 maladies différentes selon les conditions écologiques. La syphilis, à transmission sexuelle, est universelle, elle touche aussi les pays développés. En l'absence de traitement, elle peut atteindre le fœtus, les viscères et les os. Les 3 autres maladies, non sexuelles, ne touchent que les pays pauvres et tropicaux. Ce sont le pian (en climat chaud et humide) et le béjel (en zone sèche et désertique), ces deux maladies pouvant aussi toucher les os ; enfin la pinta qui n'existe qu'en Amérique tropicale et qui ne touche que la peau.
Ces particularités ont donné lieu à des théories différentes : 4 syndromes pour une même maladie à un seul germe, 4 maladies à 4 germes, 4 maladies à 3 germes, etc. Les études génétiques (dès 1980) montrent que les différences sont faibles (de 0,2 à de 2 % du génome). À ce jour, on considère qu'il existe 2 espèces : Treponema pallidum et T. carateum (pinta). T pallidum se divise en 3 sous-espèces : T. pallidum pallidum (syphilis), T. pallidum pertenue (pian), T. pallidum endemicum (béjel).
En 1998, avec le séquençage complet de l'agent de la syphilis, l'espoir est né d'une résolution du problème, mais les études phylogénétiques sont difficiles, à cause de la proximité génétique des souches, de la difficulté d'obtenir des souches tropicales, et du caractère fragmentaires des données. En dépit des dernières avancées en bio-informatique, les tentatives d'approche restent encore limitées, les conclusions théoriques étant le plus souvent controversées
Ces données génétiques doivent être confrontées avec les données paléopathologiques osseuses, car 3 tréponématoses (syphilis, pian et béjel) peuvent laisser des traces osseuses reconnaissables, mais sans qu'on puisse les distinguer. Si l'on ajoute à cela les problèmes de diagnostic différentiel (avec d'autres maladies osseuses laissant des traces analogues), il n'est pas facile de prouver ou de réfuter une des trois principales théories en présence.

#### La théorie colombienne
C'est la plus ancienne et la plus connue. Elle demeure pour l'instant majoritaire. Elle postule que la syphilis est originaire d'Amérique, et qu'elle a été rapportée en Europe après la découverte de Christophe Colomb en 1492. Cette théorie s'appuie sur des données historiques (irruption de la syphilis comme maladie nouvelle à la Renaissance) et paléopathologiques (nombreux sites de lésions osseuses syphilitiques en Amérique précolombienne).
Les données de génétique moléculaire sont moins assurées. Les tréponèmes seraient originaires d'Afrique de l'Est à partir d'un ancêtre commun très proche du pian, il y a 1,5 million d'années. Lors de la sortie africaine et du peuplement de l'Asie, apparition du bejel, et lors du peuplement de l'Amérique, apparition de la pinta et de la syphilis, il y a 8000 ans. Il existe deux variantes : Colomb rapporte une syphilis américaine ancienne, ou une tréponématose cutanée américaine qui aurait muté (ou se serait adaptée) en Europe en syphilis.

#### La théorie pré-colombienne
Cette théorie s'est développée dans les années 1990. Elle postule que la syphilis existait en Europe depuis l'antiquité, en étant confondue avec la lèpre. Elle s'appuie sur de nombreuses découvertes de lésions osseuses de type syphilitique en Europe avant 1493, et elle met en doute les descriptions historiques de la Renaissance, qui ne seraient pas la syphilis.
Les tenants de cette théorie proposent un schéma en 4 mutations : apparition de la pinta, maladie la plus ancienne et la plus bénigne, il y a 17 000 ans, l'ouverture du détroit de Behring l'enfermant aux Amériques. En Afrique, apparait le pian (12 à 10 000 ans) puis le béjel (9 à 7000 ans) au Proche-Orient, et enfin la syphilis (3000 ans) au Moyen-Orient et en Asie du Sud. À partir de là, la syphilis rebondit vers l'Empire Romain, puis le monde entier avec les explorations européennes.

#### Les théories unitaire et alternative
La théorie unitaire postule l'identité commune des tréponèmes, les maladies différentes n'étant que des adaptations à des différents milieux. Le pian est la forme primitive la plus ancienne, la syphilis étant une adaptation à des niveaux d'urbanisation et de pratiques sexuelles.
Une théorie alternative pointe le fait que les portugais avaient établi un comptoir commercial au Ghana actuel, 15 ans avant la découverte de l'Amérique. La syphilis serait apparue à partir d'un transfert triangulaire de tréponèmes non-vénériens entre Europe, Afrique et Amériques.

#### Discussions et enjeux
L'origine et l'ancienneté de la syphilis est une des plus grandes controverses en histoire de la médecine. Plusieurs théories restent en compétition, la question centrale étant l'origine américaine ou européenne de la maladie. L'argument principal de la théorie précolombienne sont les données paléopathologiques suggérant la présence de la syphilis en Europe avant 1493, mais la valeur et la qualité de ces études sont discutées, jugées encore non convaincantes, au début des années 2010, par la majorité des spécialistes.
Ce débat, qui relève du processus habituel de la recherche scientifique (discussions par les pairs) fait l'objet de médiatisation, surtout aux États-Unis et au Royaume-Uni, notamment par le biais de documentaires télévisés : The Syphilis Enigma, Secrets of the Dead, Pompeii, Life and Death in a Roman Town... Des chercheurs présentent directement leurs travaux au public en court-circuitant la discussion par leurs pairs. Les professionnels des médias ajouteraient leurs propres commentaires et leur façon de présenter les faits, afin d'obtenir la plus large audience. Par exemple, dans The Syphilis Enigma, le commentateur prétendrait que « l'hypothèse Colombienne accuse et salit les femmes amérindiennes ». Le débat se transforme ainsi en questions de faute, d'honneur ou d'identité, de féminisme ou de colonialisme.
L'origine de syphilis serait alors représentative des problèmes d'une recherche scientifique médiatisée, se faisant par documentaires et conférences de presse, où la validation par les médias et le grand public s'opère avant toute évaluation par la communauté scientifique.